# Joy Onaolapo
Joy Onaolapo (24 de diciembre de 1982 en Sapele, Nigeria-Edo,julio de 2013) fue campeona nigeriana de levantamiento de potencia paralímpico (2012), su discapacidad se debió a la poliomielitis. Su primera incursión en este deporte fue en el año 1997 según ella misma:«Por mi interés en los deportes, especialmente en las pesas». En los Juegos de la Mancomunidad celebrados en Delhi el año 2010, consiguió una medalla de oro con un resultado de 148,1 kg. Ganó la medalla de oro en la categoría de levantamiento de pesas de 52 kg en los Juegos de Londres de 2012.

## Fallecimiento
Se confirmó la muerte de Onaolapo en julio de 2013 a la edad de 30 años. El expresidente nigeriano Goodluck Ebele Jonathan describió «la muerte de la medallista de oro paralímpica nigeriana, la Sra. Joy Onaolapo, como una gran pérdida para la nación». El entrenador Ijeoma Iheriobim, «ha descrito a la difunta Onaolapo como una atleta comprometida y diligente».